# Loot (film 1970)
Loot è un film del 1970 diretto da Silvio Narizzano e basato sull'opera teatrale omonima di  Joe Orton.
Il film ha partecipato al Festival di Cannes 1971.

## Trama
Inghilterra, anni '60. Hal McLeavy, figlio del proprietario di hotel sul mare, insieme al fidanzato Dennis rapina una banca che si trova vicino alla camera mortuaria dove lavora quest'ultimo. I due nascondo il denaro dentro la bara della madre di Hal, che è appena morta e il cui corpo è stato restituito all'hotel per la sepoltura. Nel frattempo, il signor McLeavy viene continuamente corteggiato da Fay McMahon, l'infermiera che si è presa cura della moglie malata che intrattiene già una relazione con Dennis, che è orgogliosamente bisessuale.
L'ispettore Truscott, incaricato delle indagini, sospetta immediatamente di Hal e Dennis del furto e sospetta anche che l'infermiera McMahon abbia assassinato molti dei suoi ex mariti e la madre di Hal. Mentre Truscott farà di tutto per dare conferma ai suoi sospetti, Dennis e Hal le studieranno tutte per farla franca con i proventi della rapina in banca.

## Produzione
Le riprese del film sono iniziate il 15 settembre 1969 ed hanno avuto luogo a Brighton, East Sussex, in Inghilterra.

## Distribuzione
Il film è stato distribuito nei cinema britannici il 31 dicembre 1970 dalla British Lion Film Corporation.
A causa del suo linguaggio scurrile e per la presenza di alcune fugaci scene di nudo, il film venne rieditato dalla BBC per le sue trasmissioni televisive, la prima delle quali ebbe luogo nell'estate del 1976.

## Citazioni cinematografiche
Dennis ha due foto di James Cagney provenienti dal film Nemico pubblico.

## Riconoscimenti
- 1971 - Festival di Cannes
  - Nomination Palma d'oro